# Cubitt Engineering

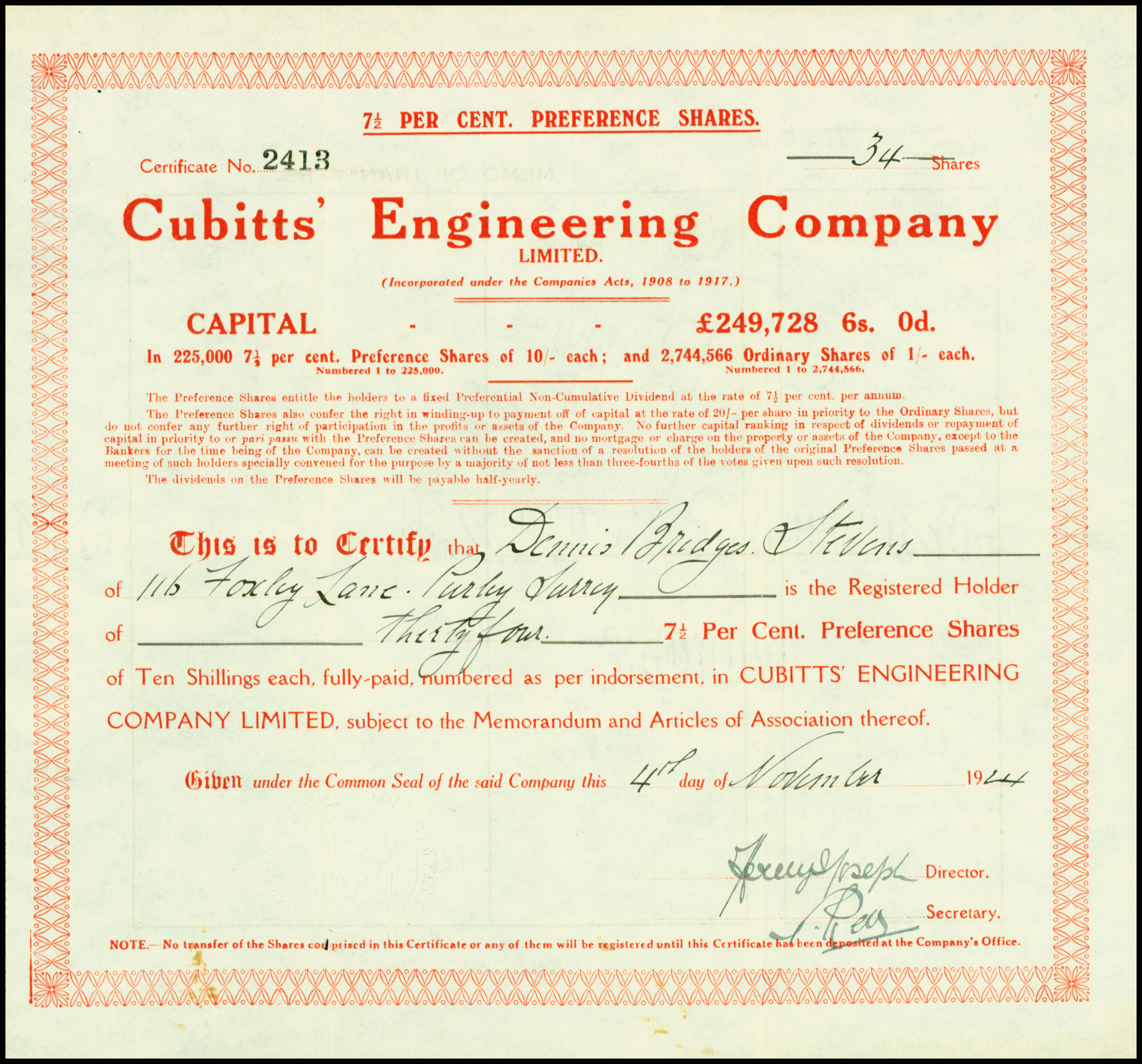
Vorzugsaktie der Cubitts' Engineering Company Ltd. vom 4. November 1924

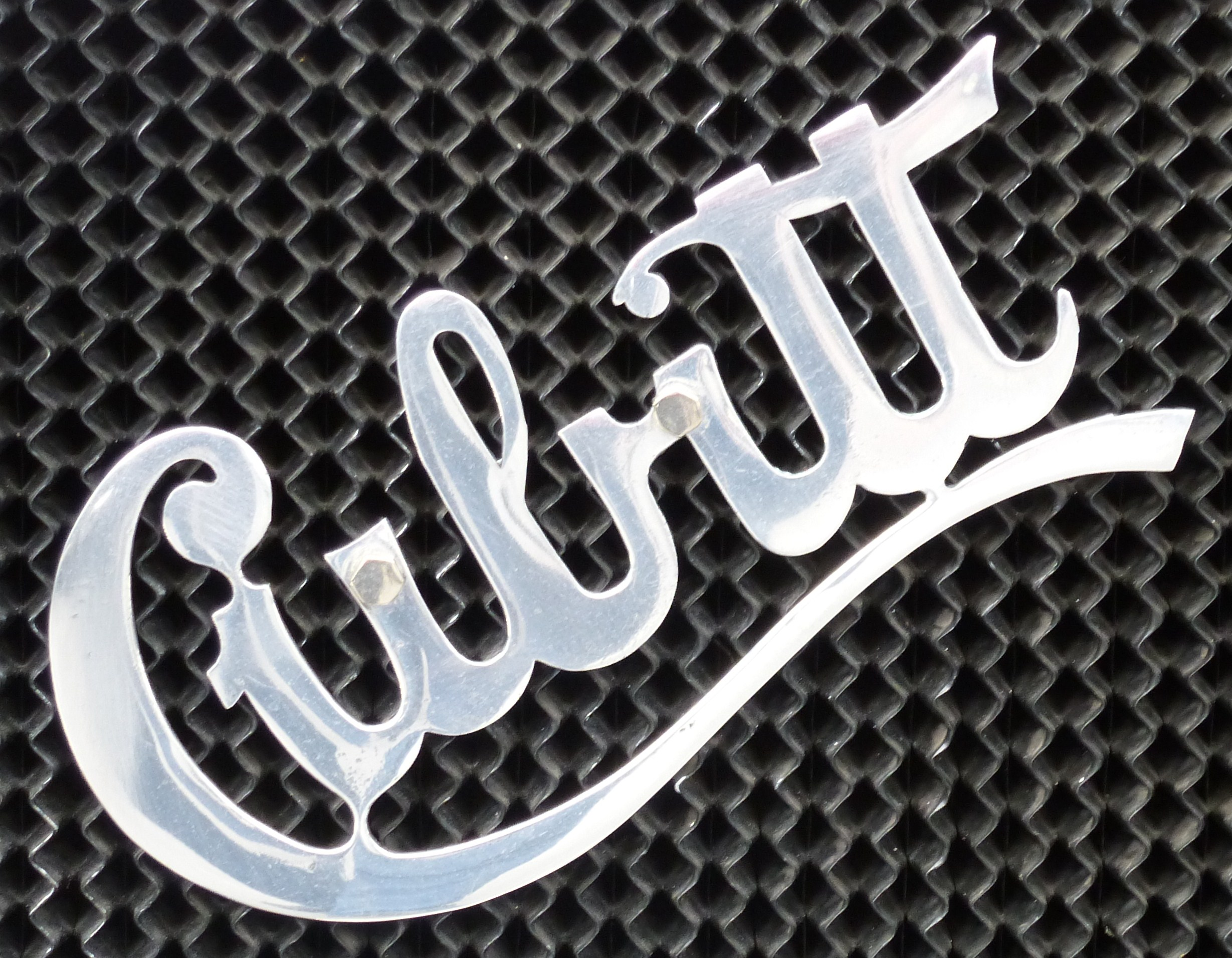
Schriftzug auf dem Kühlergrill

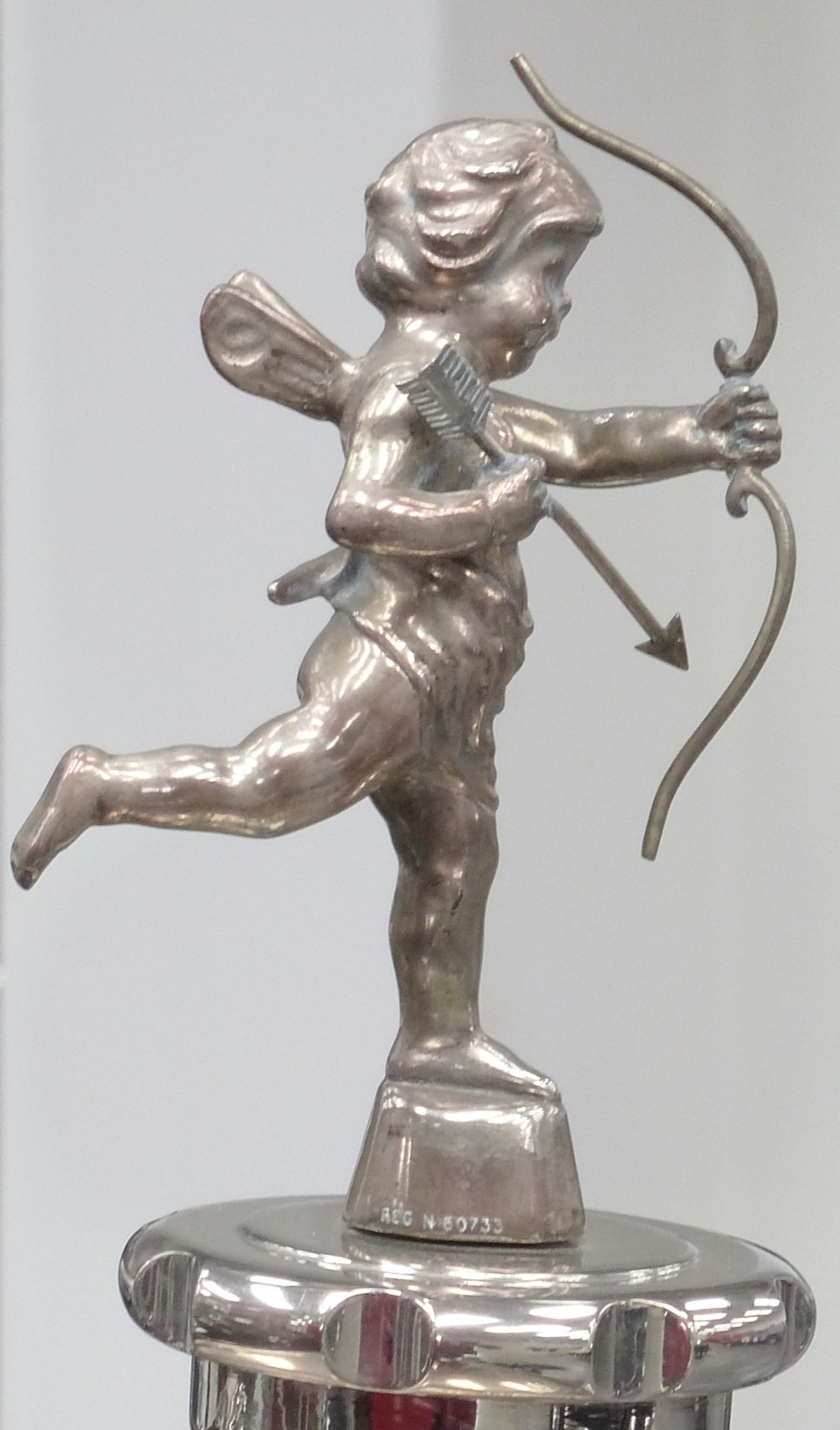
Kühlerfigur

Die Cubitts Engineering Co. Ltd. war ein britischer Automobilhersteller in Aylesbury (Buckinghamshire). 1923–1925 wurden dort Mittelklassewagen nach US-amerikanischem Muster gefertigt. Außerdem stellte Cubitt Karosserien für Alvis her.

## Der Cubitt 16/20 hp
Im Jahre 1923 wurde der Cubitt 16/20 hp vorgestellt. Der Wagen wurde durch einen langsam laufenden, obengesteuerten  Reihenvierzylindermotor mit 2,8 l Hubraum angetrieben, der 28 bhp (21 kW) bei 1800 min−1 entwickelte. Den Wagen gab es mit zwei Radständen, 3048 mm oder 3200 mm.
1925 kamen die etwas einfacher gestalteten Modelle K4 und L4 dazu. Sie besaßen den gleichen Motor wie das schon zwei Jahre lang gefertigte Modell, aber mit seitlich stehenden Ventilen. Die Leistung wird entsprechend geringer gewesen sein. Der K4 hatte 3073 mm Radstand, der L4 3226 mm.
Stetige Lieferschwierigkeiten von Komponenten machten letztlich 1925 der Firma den Garaus.

## Karosserien für Alvis
1923 und 1924 baute Cubitt einige Karosserien für Alvis Cars. Grundlagen waren die Fahrgestelle der Baureihen 10/30 und 12/40. Cubitts Karosserien standen in dem Ruf, außerordentlich preiswert zu sein: Für eine komplette Tourer-Karosserie berechnete Cubitt lediglich 20 £. Die Qualität der Aufbauten soll mangelhaft gewesen sein.

## Modelle
| Modell   | Bauzeitraum | Zylinder | Hubraum  | Radstand     |
| -------- | ----------- | -------- | -------- | ------------ |
| 16/20 hp | 1923–1925   | 4 Reihe  | 2815 cm³ | 3048–3200 mm |
| K4       | 1925        | 4 Reihe  | 2815 cm³ | 3073 mm      |
| L4       | 1925        | 4 Reihe  | 2815 cm³ | 3226 mm      |

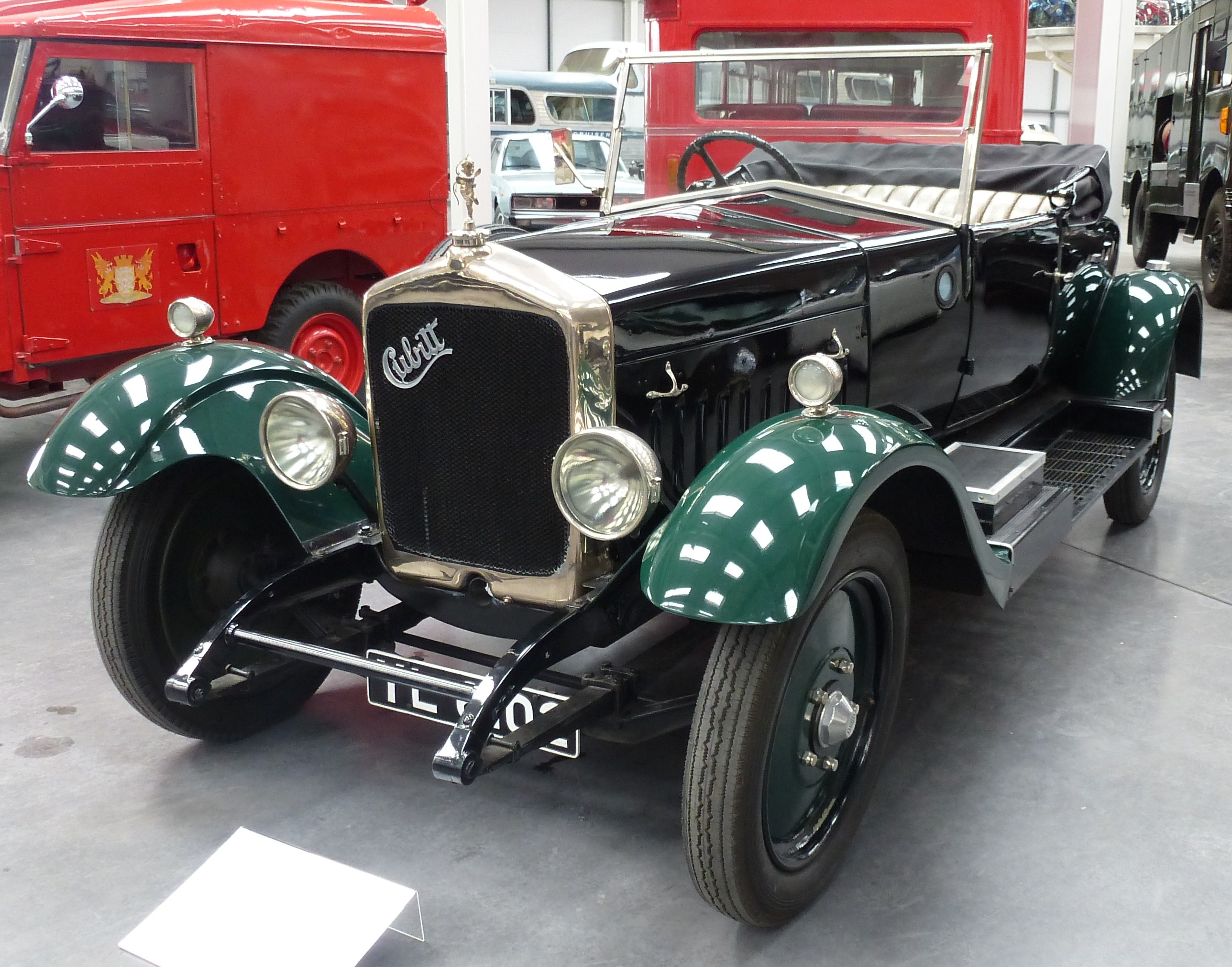
Cubitt K 4 von 1925
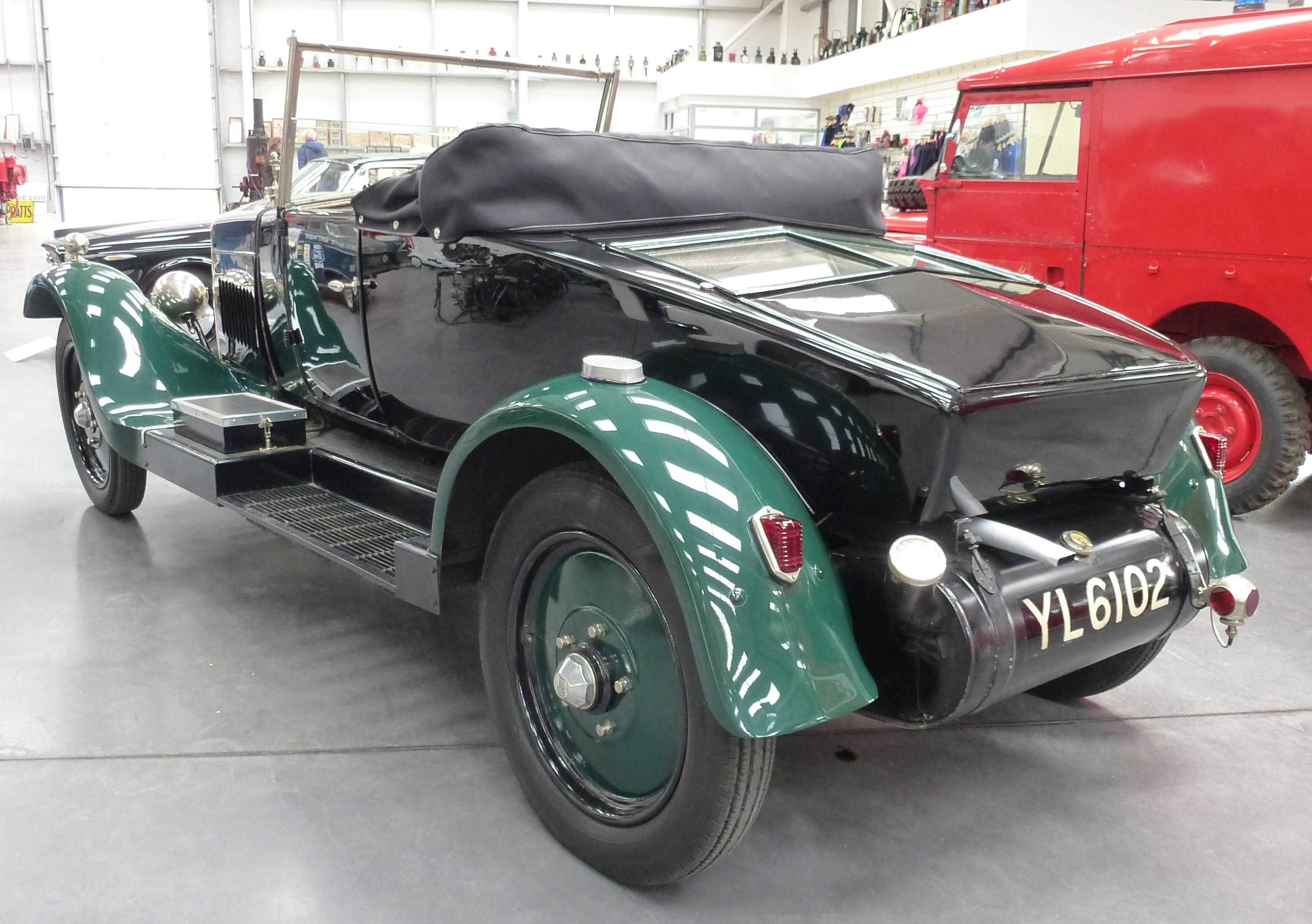
Heckansicht
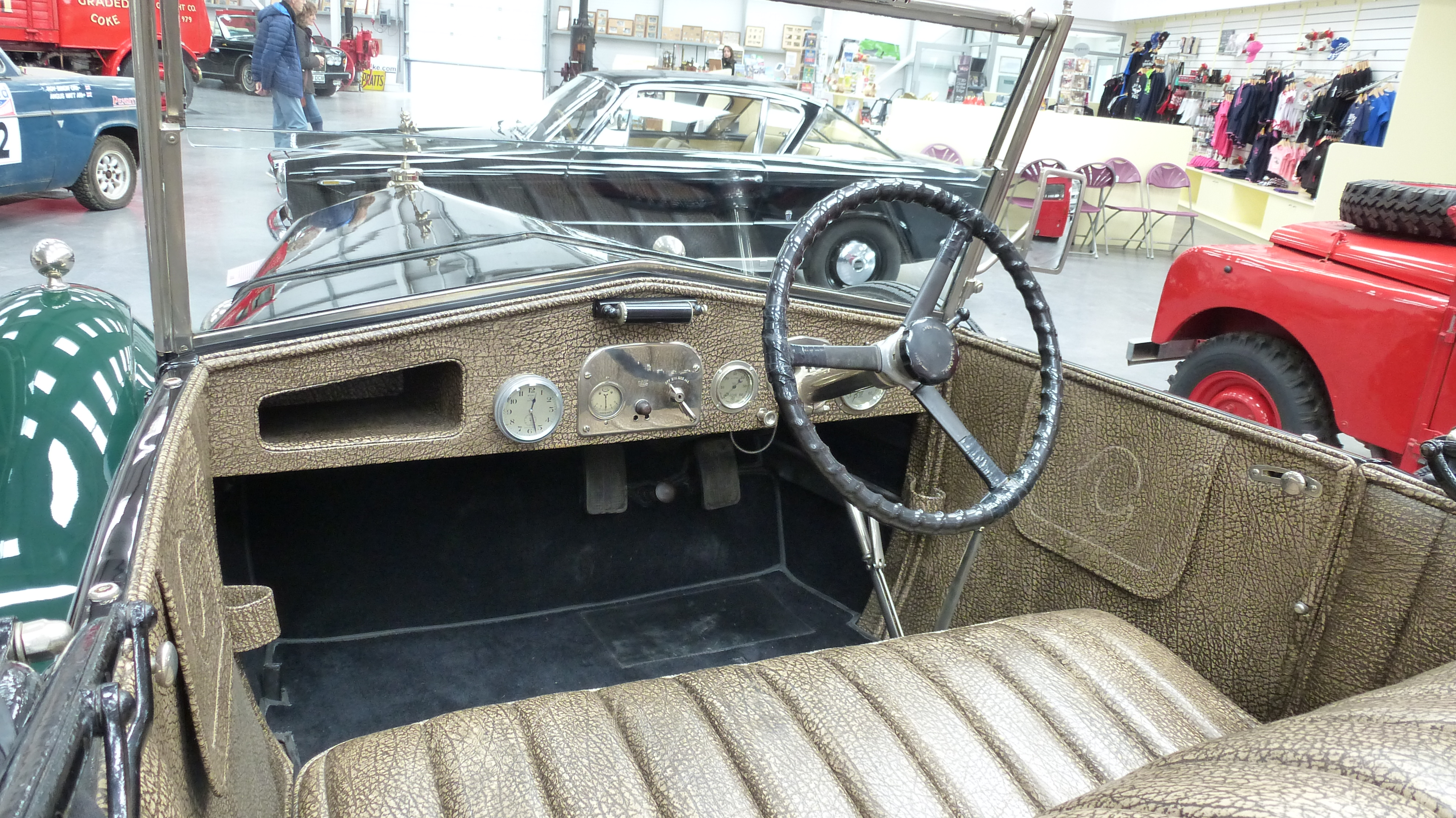
Interieur